# 채운역
채운역(Chaewun station, 彩雲驛)은 충청남도 논산시 채운면 야화리에 위치한  호남선과 강경선의 신호장이다. 여객취급은 하지 않으며 강경선의 선로가 분기된다. 과거에 전역정차로 유명했던 비둘기호열차마저도 선택정차역인 철도역이었다.

## 연혁
- 1958년 5월 15일 : 보통역으로 영업 개시[1]
- 1976년 7월 10일 : 화물 취급 중지[2]
- 1978년 2월 12일 : 현재의 역사준공 및 여객 취급 중지[3]
- 1978년 9월 1일 : 신호장으로 격하
- 2008년 12월 8일 : 무인신호장으로 변경